# Parque nacional de Pongara
El Parque nacional de Pongara (en francés: Parc national de Pongara) es un espacio protegido con el estatus de parque nacional en la parte noroeste del país africano de Gabón. Se localiza cerca de la capital, Libreville a lo largo del estuario de Komo y el Océano Atlántico. Cubre un área de 929 kilómetros cuadrados, y fue establecido en el año 2007.